# 1969年の日本シリーズ
1969年の日本シリーズ（1969ねんのにっぽんシリーズ、1969ねんのにほんシリーズ）は、1969年10月26日から11月2日まで行われたセ・リーグ優勝チームの読売ジャイアンツとパ・リーグ優勝チームの阪急ブレーブスによる第20回プロ野球日本選手権シリーズ試合である。
1967年から3年続けて川上哲治監督率いる巨人と西本幸雄監督率いる阪急の対決となった。

## 試合結果
| 日付                                    | 試合   | ビジター球団（先攻） | スコア | ホーム球団（後攻） | 開催球場     |
| --------------------------------------- | ------ | -------------------- | ------ | ------------------ | ------------ |
| 10月26日（日）                          | 第1戦  | 読売ジャイアンツ     | 6 - 5  | 阪急ブレーブス     | 阪急西宮球場 |
| 10月27日（月）                          | 第2戦  | 読売ジャイアンツ     | 1 - 2  | 阪急ブレーブス     | 阪急西宮球場 |
| 10月28日（火）                          | 移動日 | 移動日               | 移動日 | 移動日             | 移動日       |
| 10月29日（水）                          | 第3戦  | 阪急ブレーブス       | 3 - 7  | 読売ジャイアンツ   | 後楽園球場   |
| 10月30日（木）                          | 第4戦  | 阪急ブレーブス       | 4 - 9  | 読売ジャイアンツ   | 後楽園球場   |
| 10月31日（金）                          | 第5戦  | 阪急ブレーブス       | 5 - 3  | 読売ジャイアンツ   | 後楽園球場   |
| 11月1日（土）                           | 移動日 | 移動日               | 移動日 | 移動日             | 移動日       |
| 11月2日（日）                           | 第6戦  | 読売ジャイアンツ     | 9 - 2  | 阪急ブレーブス     | 阪急西宮球場 |
| 優勝：読売ジャイアンツ（5年連続11回目） |        |                      |        |                    |              |

### 第1戦
10月26日　阪急西宮球場　入場者数:32831人　試合開始13:00　試合時間3時間49分
| 巨人 | 1 | 0 | 1 | 1 | 0 | 0 | 1 | 2 | 0 | 6 |
| 阪急 | 0 | 0 | 0 | 0 | 0 | 0 | 4 | 0 | 1 | 5 |

| （巨） | 堀内、○高橋明（1勝）、高橋一 - 森                  |
| （阪） | 石井茂、足立、大石、●水谷（1敗）、戸田- 岡村、中沢 |
| 本塁打 |                                                    |
| （巨） | 長嶋茂雄1号（7回、大石）                           |

[審判]パ田川豊（球）セ竹元勝雄　パ道仏訓　セ岡田功（塁）セ筒井修　パ久喜勲（外）
初回、高田繁、土井正三の連打で巨人が先制。3回長嶋茂雄の適時打で2点目。4回には王貞治の二塁ゴロで3点目。7回には長嶋の本塁打で4-0になった。しかし7回裏に阪急が反撃。二死一、二塁から山口富士雄、阪本敏三が連打して巨人の先発、堀内恒夫は降板した。更に変わった高橋明から森本潔が適時打を放ち、4-4の同点に追いついた。しかし巨人は8回表、二死一塁から1塁走者の黒江透修が盗塁を決め、高田、土井の連続適時打で2点をあげた。巨人の6点のうち長嶋の本塁打を除く5点に黒江、高田、土井らの走塁、適時打によるものだった。

公式記録関係（日本野球機構ページ）

### 第2戦
10月27日　阪急西宮球場　入場者数：24106人　試合開始13:00　試合時間2時間36分
| 巨人 | 0 | 0 | 0 | 1 | 0 | 0 | 0 | 0 | 0 | 0  | 1 |
| 阪急 | 0 | 0 | 0 | 0 | 0 | 0 | 0 | 1 | 0 | 1x | 2 |

| （巨） | 金田正一、若生、●高橋一（1敗） - 森 |
| （阪） | 宮本幸、○足立（1勝） - 岡村         |
| 本塁打 |                                     |
| （巨） | 高田繁1号（4回、宮本幸）            |

[審判]セ筒井（球）パ久喜　セ竹元　パ道仏（塁）パ沖克己　セ富澤宏哉（外）
高田の本塁打で巨人が先制したが、阪急も8回、一死二塁から阪本が左翼前安打し、二塁走者の山本公士が森昌彦のブロックをかいくぐり生還、同点に追いついた。10回裏、阪本の投ゴロを高橋一がジャッグル、続く森本の一塁ゴロで王が悪送球（記録は内野安打）と巨人のミスが続いたところに長池徳士の安打で、阪急がサヨナラ勝ち（阪急としては初のシリーズサヨナラ勝ちで、全体では1966年第5戦でのハドリの本塁打以来3年ぶり12回目）。対戦成績を1勝1敗のタイにした。

公式記録関係（日本野球機構ページ）

### 第3戦
10月29日　後楽園球場　入場者数：31088人　試合開始13:00　試合時間2時間53分
| 阪急 | 0 | 1 | 0 | 0 | 0 | 2 | 0 | 0 | 0 | 3 |
| 巨人 | 1 | 0 | 0 | 1 | 0 | 5 | 0 | 0 | X | 7 |

| （阪） | 足立、●梶本隆夫（1敗）、石井茂、戸田- 岡村       |
| （巨） | 高橋明、若生、渡辺秀、○堀内（1勝）- 森           |
| 本塁打 |                                                  |
| （阪） | 石井晶1号（2回、高橋明）、阪本1号（6回、高橋明） |
| （巨） | 長嶋2号（4回、足立）3号（6回2ラン、梶本）        |

[審判]パ沖（球）セ富澤　セ久喜　セ竹元（塁）セ岡田功　パ田川（外）
舞台を後楽園球場に移しての第3戦。6回、1-2とリードされていた阪急が阪本の本塁打と石井晶の適時打で3-2と逆転に成功するが、その裏巨人は四球の王を一塁に置いて長嶋の2号2点本塁打で再逆転。さらに森、高田も適時打などで一挙5点。巨人は7回から登板の堀内が無失点に抑えた。
公式記録関係（日本野球機構ページ）

### 第4戦
10月30日　後楽園球場　入場者数：29900人　試合開始13:00　3時間11分
| 阪急 | 0 | 1 | 1 | 1 | 0 | 1 | 0 | 0 | 0 | 4 |
| 巨人 | 0 | 0 | 0 | 6 | 0 | 2 | 1 | 0 | x | 9 |

| （阪） | ●宮本幸（1敗）、大石、戸田 - 岡村、中沢、岡田          |
| （巨） | 高橋一、渡辺秀、城之内邦雄、金田、○堀内（2勝0敗） - 森 |
| 本塁打 |                                                        |
| （阪） | 長池徳士1号（2回、高橋一）、石井晶2号（4回、渡辺秀）   |
| （巨） | 王貞治1号（7回、戸田）                                 |

[審判]セ岡田功（球）パ田川　セ富澤　パ久喜（塁）パ道仏　セ筒井（外）
2回長池の先制本塁打を皮切りに阪本のタイムリー二塁打、石井晶の本塁打で阪急が3-0とリード。しかし4回裏、巨人は土井と岡村浩二の本塁クロスプレーをめぐるトラブル（#退場事件参照）とその後の内野手の失策等に乗じて一挙6点を挙げ、逆転した。巨人は、6回には高田の犠牲フライなどで2点を追加。7回は、まず登板した金田が石井晶、ゴーディ・ウインディに連打されると、さらに第3戦に続き堀内が登板して後続を抑え、その裏に王のソロ本塁打で追加点をあげた。
8回裏、退場した岡村に替わった中沢伸二に代打が出された後を受けて捕手に入っていた岡田幸喜が、打者末次利光の時と堀内の時に計3回、サイン違いと称して投球を捕らないという球審への報復に出た。川上監督は、11月3日付読売新聞掲載の手記で、「岡村浩君の行為はわからないではない。しかし、あとで阪急がとった行為を私は責めたい。捕手が故意にボールを後逸して審判に当てつけるあの行為を見て、私は阪急にチャンピオン・フラッグを渡すことはできないと気負った」と述べた。

公式記録関係（日本野球機構ページ）

### 第5戦
10月31日　後楽園球場　入場者数：29197人　試合開始13:01　試合時間2時間52分
| 阪急 | 0 | 2 | 0 | 0 | 0 | 1 | 2 | 0 | 0 | 5 |
| 巨人 | 1 | 0 | 0 | 2 | 0 | 0 | 0 | 0 | 0 | 3 |

| （阪） | ○足立（2勝0敗） - 岡村                                  |
| （巨） | 高橋明、若生、●堀内（2勝1敗）、渡辺秀 - 森              |
| 本塁打 |                                                         |
| （阪） | ウィンディ1号（2回、高橋明）、長池2号（7回2ラン、堀内） |
| （巨） | 黒江透修1号（4回2ラン、足立）                           |

[審判]パ道仏（球）セ筒井　パ田川　セ富澤（塁）セ竹元　パ沖（外）
1回裏、巨人が国松彰の適時打で先制したが、阪急は2回、ウィンディの本塁打、大熊忠義の適時打で逆転。巨人も4回、黒江の2点本塁打で再逆転すれば、阪急も6回、ウィンディのこの試合2本目のソロ本塁打で同点に追いつく展開。
結局、阪急が、7回、長池の2ラン本塁打で勝ち越し、足立光宏の3失点完投勝利となった。

公式記録関係（日本野球機構ページ）

### 第6戦
11月2日　阪急西宮球場　入場者数：33242人　試合開始13:01　試合時間3時間3分
| 巨人 | 0 | 1 | 0 | 0 | 1 | 7 | 0 | 0 | 0 | 9 |
| 阪急 | 0 | 0 | 0 | 0 | 0 | 0 | 1 | 0 | 1 | 2 |

| （巨） | ○高橋一（1勝1敗） - 森                                             |
| （阪） | ●宮本幸（2敗）、梶本、大石、足立、戸田、石井茂 、米田- 岡村        |
| 本塁打 |                                                                    |
| （巨） | 王2号（6回満塁、足立）、長嶋4号（6回、足立）、黒江2号（6回、戸田） |
| （阪） | 石井晶3号（9回、高橋一）                                           |

[審判]セ竹元（球）パ沖　セ筒井　パ田川（塁）パ久喜　セ岡田功（外）
2-0と巨人のリードで迎えた6回表、阪急は足立をマウンドに送ったが、一死一、二塁から高田繁がタイムリー安打。さらに土井の内野安打で一死満塁となり、王が日本シリーズ史上初の満塁本塁打を打った。更に、長嶋が連続本塁打で続き、足立は降板した。変わった戸田善紀から黒江も本塁打を放ち、1953年の日本シリーズ第2戦での巨人・与那嶺要、千葉茂、南村侑広以来のシリーズ史上2度目となる3者連続本塁打で9-0と試合を決めた。阪急は石井晶による7回の適時打、9回の本塁打による2失点だけで高橋一が完投。巨人が自ら持つ日本シリーズ連続優勝記録を5に伸ばした。

公式記録関係（日本野球機構ページ）

## 表彰選手
- 最優秀選手賞、打撃賞 長嶋茂雄（巨）
- 敢闘賞 長池徳士（急）
- 最優秀投手賞 高橋一三（巨）
- 技能賞 高田繁（巨）
- 優秀選手賞 足立光宏（急）

## 退場事件
このシリーズの第4戦では日本シリーズ初の退場事件が起こった。阪急が3点リードの4回裏、巨人は連続安打でつくった無死一、三塁というチャンスに、打者長嶋茂雄は三振に倒れたが、一塁走者の王貞治と三塁走者の土井正三がスタートを切った。捕手の岡村浩二からの送球を受けた二塁手の山口富士雄はダブルスチールを察知し、本塁へ送球した。岡村は本塁をブロックして土井にタッチをし、土井はその影響で跳ね飛ばされたように見えた。捕手の岡村はもちろんのこと、後楽園の大観衆やテレビ観戦をしていたファンは皆がアウトだと確信した。しかし、球審岡田功はこれをセーフと判定した。
これに激怒し岡田球審を殴った岡村に日本シリーズ初となる「退場」が宣告された。さらに、巨人がこの回に6点を挙げて逆転し、最終的に試合に勝った。その影響で退場を言い渡された岡村に同情、岡田球審を批判する声が高まった。
そんな状況は翌朝、180度変わった。10月31日付の各スポーツ新聞が、問題のクロスプレイの際、土井の左足が岡村にタッチされ、跳ね飛ばされる前にホームベースに触れていた瞬間を捉えた写真を掲載し、岡田球審の判定が正しかったことを証明した。

## テレビ・ラジオ中継

### テレビ中継
- 第1戦：10月26日
  - 関西テレビ≪フジテレビ系列≫　実況：松本暢章　ゲスト解説：三原脩（近鉄監督）、吉田義男（阪神、この年に引退）
- 第2戦：10月27日
  - 関西テレビ≪フジテレビ系列≫　実況：塩田利幸　ゲスト解説：三原脩、吉田義男
- 第3戦：10月29日
  - 日本テレビ　実況：越智正典　解説：青田昇
- 第4戦：10月30日
  - 日本テレビ　実況：志生野温夫　解説：中上英雄　ゲスト解説：吉田義男
- 第5戦：10月31日
  - 日本テレビ　実況：越智正典　解説：佐々木信也　ゲスト解説：三原脩
  - NHK総合　解説：小西得郎、鶴岡一人
- 第6戦：11月2日
  - 関西テレビ≪フジテレビ系列≫　実況：松本暢章　ゲスト解説：三原脩、吉田義男
  - NHK総合　解説：加藤進、鶴岡一人

※なお、第7戦は関西テレビで中継される予定だった。

### ラジオ中継
- 第1戦：10月26日
  - NHKラジオ第1　解説：鶴岡一人、小西得郎
  - TBSラジオ（JRN・朝日放送制作）　実況：植草貞夫　解説：笠原和夫　ゲスト解説：皆川睦雄（南海）、村山実（阪神）
  - 文化放送　ゲスト解説：中原宏（近鉄コーチ）
  - ニッポン放送（NRN・毎日放送制作）　実況：三宅定雄　解説：永井正義　ゲスト解説：野村克也（[南海）
  - ラジオ関東（現・ラジオ日本）　解説：広岡達朗
- 第2戦：10月27日
  - NHKラジオ第1　解説：鶴岡一人、加藤進
  - TBSラジオ（JRN・朝日放送制作）　解説：花井悠　ゲスト解説：皆川睦雄、村山実
  - 文化放送　解説：堀本律雄
  - ニッポン放送（NRN・毎日放送制作）　解説：永井正義 ゲスト解説：野村克也
  - ラジオ関東
- 第3戦：10月29日
  - NHKラジオ第1　解説：小西得郎、加藤進
  - TBSラジオ（JRN）　実況：池田孝一郎　解説：西沢道夫　ゲスト解説：野村克也　
  - 文化放送（NRN）　実況：土屋アナウンサー　解説：堀本律雄 ゲスト：寺内大吉
  - ニッポン放送　解説：別所毅彦、関根潤三
  - ラジオ関東
- 第4戦：10月30日
  - NHKラジオ第1　解説：小西得郎、鶴岡一人
  - TBSラジオ（JRN）　解説：西沢道夫 ゲスト解説：野村克也　
  - 文化放送（NRN）　解説：堀本律雄　ゲスト解説：成田文男（ロッテ）
  - ニッポン放送　解説：別所毅彦、関根潤三
  - ラジオ関東　解説：南村侑広
- 第5戦：10月31日
  - NHKラジオ第1　解説：加藤進
  - TBSラジオ（JRN）　実況：渡辺謙太郎　解説：沼沢康一郎　ゲスト解説：水原茂（中日監督）
  - 文化放送（NRN）　実況：佐藤依　解説：堀本律雄　ゲスト解説：成田文男
  - ニッポン放送　実況：深澤弘　解説：別所毅彦、関根潤三
- 第6戦：11月2日
  - NHKラジオ第1　実況：岡田実　解説：小西得郎
  - TBSラジオ（JRN・朝日放送制作）　実況：植草貞夫　解説：土井垣武　ゲスト解説：皆川睦雄、村山実
  - 文化放送　解説：堀本律雄、中原宏
  - ニッポン放送（NRN・毎日放送制作）　実況：井上光央　解説：金田正泰　ゲスト解説：野村克也